# Amblyjoppa brunneipennis
Amblyjoppa brunneipennis là một loài tò vò trong họ Ichneumonidae.